# Světový pohár ve sportovním lezení 1990
Světový pohár ve sportovním lezení 1990 se uskutečnil jako druhý ročník pod záštitou Mezinárodní horolezecké federace (UIAA), o rok později se konaly také první ročníky Mistrovství světa, Mistrovství Evropy a mezinárodní juniorské závody. Závodilo se pouze v lezení na obtížnost.
- Další informace a výsledky z prvních závodů dosud nejsou zpětně dostupné na oficiálních stránkách IFSC ani na tehdejším výsledkovém servisu (pouze němečtí sportovci). Lze čerpat ze starších ročníků horolezeckých časopisů. Reportáž ze závodu ve Vídni přinesl v prvním čísle časopis Montana, z Itálie ve třetím.[1]

## Češi na SP 1990
Jindřich Hudeček zde získal v Berkeley již druhou medaili (bronzovou), ve Vídni skončil Tomáš Čada šestý.

## Přehledy závodů
| 28. dubna     | Vídeň                | Rakousko  | —    |        |    |
| 27. července  | Madonna di Campiglio | Itálie    | —    | 108+43 | 17 |
| 19. srpna     | Berkeley             | USA       | —    |        |    |
| 1. listopadu  | Norimberk            | Německo   | —    |        |    |
| 15. listopadu | Lyon                 | Francie   | —    |        |    |
| 14. prosince  | Barcelona            | Španělsko | —    |        |    |
| Celkem        | 6                    | 6         | IFSC | x      | x  |

### Muži
| 1.                      | François Legrand        | Francie                 | 93                  | 3.-4. | 2. | 1. | 2. | 1.  |       |
| 2.                      | Jacky Godoffe           | Francie                 | 64                  | 1.    |    |    |    | 4.  | 1.    |
| 3.                      | Jim Karn                | USA                     | 61                  | 2.    |    |    |    | 5.  |       |
|                         |                         |                         |                     |       |    |    |    |     |       |
| 4.                      | Simon Nadin             | Spojené království      | 55                  |       | 5. |    | 1. |     | 5.    |
| 5.                      | Didier Raboutou         | Francie                 | 54                  |       | 1. |    |    | 3.  |       |
| .                       | Jerry Moffat            | Spojené království      | ?                   |       |    |    |    |     | 2.    |
| .                       | Ben Moon                | Spojené království      | ?                   |       |    |    |    | 2.  |       |
| .                       | Júdži Hirajama          | Japonsko                | ?                   |       |    | 2. |    |     |       |
| .                       | Robert Cortijo          | Francie                 | ?                   |       | 3. | 3. |    |     |       |
| .                       | François Lombard        | Francie                 | ?                   | 3.-4. |    |    |    |     | 3.-4. |
| .                       | Carlos Brasco           | Španělsko               | ?                   |       |    |    |    |     | 3.-4. |
|                         |                         |                         |                     |       |    |    |    |     |       |
| ?                       | Jindřich Hudeček        | Česko                   | ?                   |       |    |    | 3. |     | 10.   |
| ?                       | Tomáš Čada              | Česko                   | ?                   |       |    |    |    |     | 6.    |
| počet finalistů         | počet finalistů         | počet finalistů         | počet finalistů     |       |    |    |    |     | 8/2   |
| počet semifinalistů     | počet semifinalistů     | počet semifinalistů     | počet semifinalistů |       |    |    |    | 27  |       |
| bodovaných závodníků    |                         |                         |                     |       |    |    |    |     |       |
| celkový počet závodníků | celkový počet závodníků | celkový počet závodníků | —                   |       |    |    |    | 108 |       |

* poznámka: nalevo jsou poslední závody v roce

### Ženy
| Výsledky SP v lezení na obtížnost 1990 (6) | Výsledky SP v lezení na obtížnost 1990 (6) | Výsledky SP v lezení na obtížnost 1990 (6) | Výsledky SP v lezení na obtížnost 1990 (6) | Výsledky SP v lezení na obtížnost 1990 (6) | Výsledky SP v lezení na obtížnost 1990 (6) | Výsledky SP v lezení na obtížnost 1990 (6) | Výsledky SP v lezení na obtížnost 1990 (6) | Výsledky SP v lezení na obtížnost 1990 (6) | Výsledky SP v lezení na obtížnost 1990 (6) | Výsledky SP v lezení na obtížnost 1990 (6) |
| Pořadí                                     | Jméno                                      | Země                                       | Body                                       | Barcelona                                  | Lyon                                       | Norimberk                                  | Berkeley                                   | Madonna                                    | Vídeň                                      |                                            |
| ------------------------------------------ | ------------------------------------------ | ------------------------------------------ | ------------------------------------------ | ------------------------------------------ | ------------------------------------------ | ------------------------------------------ | ------------------------------------------ | ------------------------------------------ | ------------------------------------------ | ------------------------------------------ |
| 1.                                         | Isabelle Patissier                         | Francie                                    | 106                                        | 2.                                         | 2.                                         | 1.                                         | 3.                                         | 1.                                         | 5.                                         |                                            |
| 1.                                         | Lynn Hill                                  | USA                                        | 106                                        | 1.                                         | 1.                                         |                                            | 2.                                         | 3.                                         | 2.                                         |                                            |
| 3.                                         | Nanette Raybaud                            | Francie                                    | 94                                         | 4.                                         |                                            | 3.                                         | 1.                                         | 5.-8.                                      | 1.                                         |                                            |
|                                            |                                            |                                            |                                            |                                            |                                            |                                            |                                            |                                            |                                            |                                            |
| 4.                                         | Robyn Erbesfield                           | USA                                        | 76                                         |                                            | 4.                                         | 2.                                         |                                            |                                            | 3.                                         |                                            |
| 5.                                         | Luisa Iovane                               | Itálie                                     | 70                                         | 5.                                         | 5.                                         |                                            |                                            | 2.                                         | 5.                                         |                                            |
| .                                          | Susi Good                                  | Švýcarsko                                  | ?                                          | 3.                                         | 3.                                         |                                            |                                            |                                            |                                            |                                            |
|                                            |                                            |                                            |                                            |                                            |                                            |                                            |                                            |                                            |                                            |                                            |
| ?                                          | ?                                          | Česko                                      | ?                                          |                                            |                                            |                                            |                                            |                                            |                                            |                                            |
| počet finalistek                           | počet finalistek                           | počet finalistek                           | počet finalistek                           |                                            |                                            |                                            |                                            |                                            | 8                                          |                                            |
| počet semifinalistek                       |                                            |                                            |                                            |                                            |                                            |                                            |                                            |                                            |                                            |                                            |
| bodovaných závodnic                        |                                            |                                            |                                            |                                            |                                            |                                            |                                            |                                            |                                            |                                            |
| počet závodnic                             | počet závodnic                             | počet závodnic                             | —                                          |                                            |                                            |                                            |                                            | 43                                         |                                            |                                            |

* poznámka: nalevo jsou poslední závody v roce

### Medaile podle zemí celkově
| pořadí | stát    | Zlatá medaile | Stříbrná medaile | Bronzová medaile | celkem |
| ------ | ------- | ------------- | ---------------- | ---------------- | ------ |
| 1.     | Francie | 2             | 1                | 1                | 6      |
| 2.     | USA     | 1             | 0                | 1                | 2      |

### Čeští medailisté v jednotlivých závodech SP 1990
| Datum a Místo      | Disciplína        | Lezec/lezkyně    | Zlato | Stříbro | Bronz            |
| ------------------ | ----------------- | ---------------- | ----- | ------- | ---------------- |
| 19. srpna Berkeley | obtížnost 3. kolo | Jindřich Hudeček |       |         | Bronzová medaile |